# Ray LaMontagne
Raymond Charles Jack LaMontagne, detto Ray (Nashua, 18 giugno 1973), è un cantautore e musicista statunitense.
LaMontagne ha pubblicato nove album in studio, Trouble, Till the Sun Turns Black, Gossip in the Grain, God Willin' & The Creek Don't Rise, Supernova, Ouroboros, Part of the Light, Monovision e Long Way Home. È nato nel New Hampshire ed è stato ispirato a creare musica dopo aver ascoltato un album di Stephen Stills. I critici hanno paragonato la musica di LaMontagne a quella di Otis Redding, The Band, Van Morrison, Nick Drake e Tim Buckley.

## Biografia
Ray LaMontagne è nato a Nashua, nel New Hampshire, nel 1973, da parte di madre aveva altri cinque fratelli. Il padre, musicista, venne lasciato dalla madre mentre era in tour quando Ray era ancora un bambino, e da allora per molti anni non ne ebbe alcun contatto o notizia. Gli anni dell'infanzia furono da allora movimentati, con spostamenti continui in base ai lavori della madre. Questo aveva reso difficile per Ray fare amicizia con altri bambini, e al tempo dedicato alle amicizie si era sostituiva quello dedicato alle letture di libri fantasy.
Nei suoi primi anni dell'adolescenza ha vissuto a Morgan, nello stato dello Utah, ed era più interessato a disegnare immagini di Dungeons & Dragons piuttosto che fare i compiti a casa. In quegli anni, definiti da lui stesso come "selvaggi", LaMontagne saltava spesso le classi o finiva a fare a botte con altri studenti. Altre fonti affermano che negli anni dell'adolescenza visse nel Maine, passando il tempo a Turner e Buckfield. Dopo essersi diplomato, LaMontagne si è trasferito a Lewiston, nel Maine, e dove ha trovaato lavoro in una fabbrica di scarpe, lavorando fino a 65 ore a settimana. LaMontagne trascorse anche una notevole quantità di tempo a Wilton, nel Maine.

### 1999-2005:Trouble
Nonostante il padre fosse stato un musicista, sino ad allora Ray LaMontagne non si era mai avvicinato alla musica in maniera attiva, non aveva mai cantato e nemmeno suonato uno strumento. In un periodo della propria vita che LaMontagne ricorda come particolarmente "buio", all'età di 21 anni, in una mattina come tante altre la sveglia aveva suonato alle 4, per un turno di lavoro alla fabbrica di scarpe. Quella mattina la radiosveglia passava la canzone di Stephen Stills "Treetop Flyer". Quella fu un'epifania per LaMontagne, un momento che portò una nuova consapevolezza: "é come se una luce si fosse spenta e tutto divenne molto chiaro per me". Quella mattina LaMontagne non andò al lavoro, si recò invece un negozio di dischi dove comprò l'album Stills Alone di Stephen Stills e qualche tempo dopo vendette il suo van Volkswagen per acquistare una chitarra Martin. Imparò a suonare da autodidatta così come a cantare, scoprendo lentamente le caratteristiche della sua voce, roca, calda, ed una tecnica di canto definita "di gola". Dai 20 ai 26 anni, ogni momento libero dal lavorò lo dedicò alla chitarra, al canto e all'ascolto di musica, in particolare Neil Young, Crosby, Stills and Nash, Bob Dylan, Joni Mitchell, Ray Charles, Otis Redding, Aretha Franklin, The Grateful Dead, The Band.
Sposatosi con la sua compagna dai tempi dell'adolescenza, Sarah A. Sousa, poetessa, LaMontagne comprò un piccolo appezzamento di terreno in una remota area del Maine dove costruí un piccolo cottage. Lì vissero per anni, senza acqua corrente o elettricità. Fu in quel periodo in cui, impossibilitato ad ascoltare musica, la scrittura prese il sopravvento diventando una passione: "pensai, ho 15, 20, 25 canzoni, forse dovrei provare a suonarle per la gente e vedere cosa accade". Risale a questo periodo la scrittura di brani come "Burn", "Jolene", "Shelter" e "Trouble", divenuti successivamente classici del suo repertorio.
LaMontagne iniziò ad esibirsi nel 1999 mantenendo un lavoro part-time come carpentiere. "Un sacco di concerti erano nelle caffetterie, in qualsiasi posto che ti permettesse di suonare in cambio di doughnuts. È stato terribile. Il più delle volte nessuno vuole sentirti, vogliono che tu te ne vada. Posavo la chitarra per mesi, e poi tornavo indietro, uscivo di nuovo ed era orribile, mi sentivo depresso, abbattuto, ma immagino che così facendo continuassi a farmi la pelle più spessa."

Nell'estate del 1999 registrò 10 canzoni per un album demo che inviò a vari locali di musica della zona tra cui l'Oddfellow Theater del Maine, dove venne ingaggiato come apri concerto per John Gorka e Jonathan Edwards. Degli anni successivi sono alcuni album/raccolte demo auto-prodotti, quali Acre of Land del 2001, One Lonesome Saddle del 2002 e Introducing Raycharles LaMontagne del 2003. 

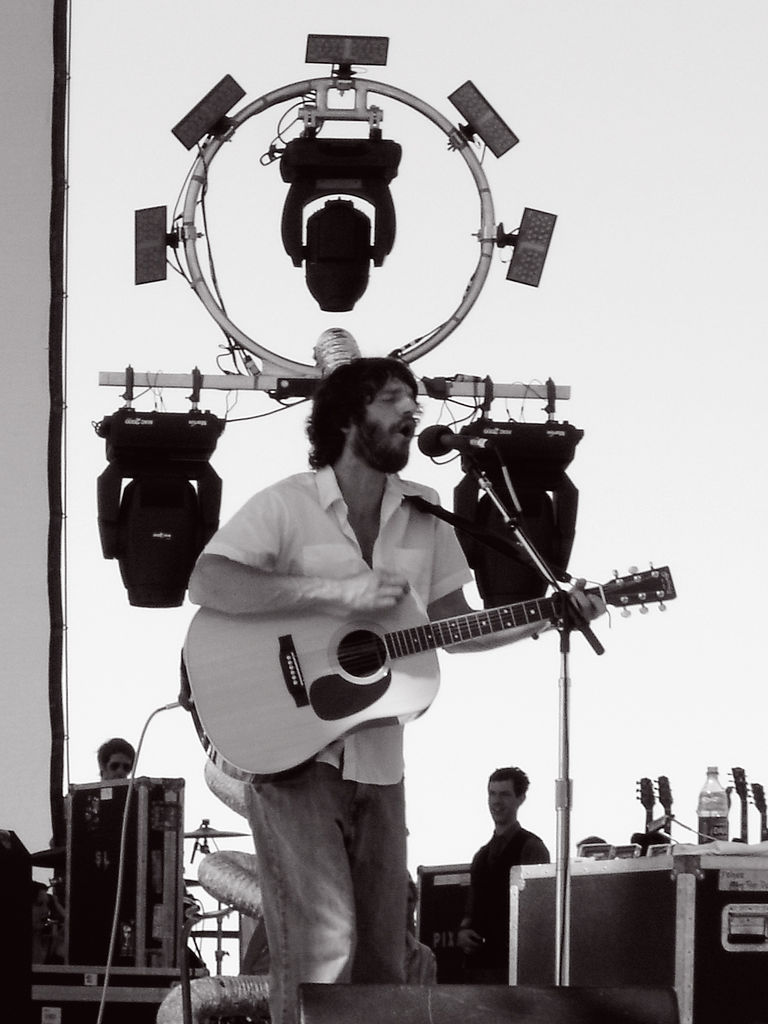
Ray LaMontagne, Sasquatch! Music Festival 2005

Un uomo d'affari di nome Ron Clayton scoprì Ray in un festival musicale nel Maine e presentò LaMontagne alla Chrysalis Music Publishing. Nel 2004, insieme al produttore Ethan Johns, LaMontagne registrò l'album Trouble al Sunset Sound studio di Los Angeles, California. L'album conteneva brani ri-registrati facenti parte delle demo realizzate precedentemente e prevedeva esibizioni di Sara Watkins e Jennifer Stills, figlia del musicista Stephen Stills. Venne venduto alla RCA Records negli Stati Uniti e alla Echo Records nel Regno Unito. Riguardo alle prospettive sull'album LaMontagne ebbe una conversazione molto franca con il produttore Ethan Johns: "sarebbe probabilmente stato molto difficile per me trovare un'audience. [...] Speravo che sarei stato in grado un giorno di riempire posti in giro per il paese che potessero contenere più o meno 150 persone. Quello era il mio obbiettivo, forse vendere dalle 40 alle 50 mila copie ed essere felice con quello. Mi sembrava un primo obbiettivo realistico, e sentivo che avrei potuto raggiungerlo."
Trouble venne da subito amato dalla critica, che accostò LaMontagne a cantautori del calibro di Nick Drake, John Martyn, Van Morrison, Sam Beam (Iron & Wine) ed entrambi Tim and Jeff Buckley. L'album ha venduto oltre 250 000 copie negli Stati Uniti e 500.000 in tutto il mondo. Durante un tour del 2005, LaMontagne si esibì al festival musicale Austin City Limits.
Nel 2005 venne pubblicato un Live di Ray LaMontagne al Bonnaroo Music Festival e la sua canzone "All the Wild Horses" divenne parte della colonna sonora della serie TV Rescue Me e del film del 2009 The Boys Are Back. La sua canzone "Trouble" è apparsa nella serie TV Alias e in uno spot televisivo nazionale per Travellers Insurance, mentre la canzone "Jolene" è parte dei titoli di coda del film del 2010 The Town. La canzone "Hold You in My Arms" è stata inserita nel film del 2006 She's The Man.
Nel 2005 LaMontagne si esibì al festival musicale Austin City Limits ad Austin, Texas e in due eventi di beneficenza, una raccolta fondi a New York per le vittime dell'uragano Katrina e al "Warren Haynes Christmas Jam". Nello stesso anno si è esibito inoltre al Sasquatch! Music Festival in George, Washington.
LaMontagne ha presentato il suo album nello show CBS Late Show with David Letterman, interpretando la canzone Forever my Friend.
Del 2005 risale quella che è forse l'unica esibizione di Ray LaMontagne in Italia. Il 20 Aprile di quell'anno suonò infatti a Milano al Circolo Arci La Casa 139.

### 2006:Till The Sun Turns Black
"Sapevo che dopo aver fatto Trouble, subito dopo averlo sentito, avrei voluto fare qualcosa di completamente diverso per il prossimo. Volevo avere un'immagine più completa questa volta."
Il secondo album di LaMontagne, Till the Sun Turns Black, fu pubblicato nell'agosto del 2006 e presentò rispetto al precedente l'uso di una strumentazione più ampia, con sezioni di trombe, corni e archi su molte delle canzoni, con Rachael Yamagata che forniva voci aggiuntive sulla canzone "s".

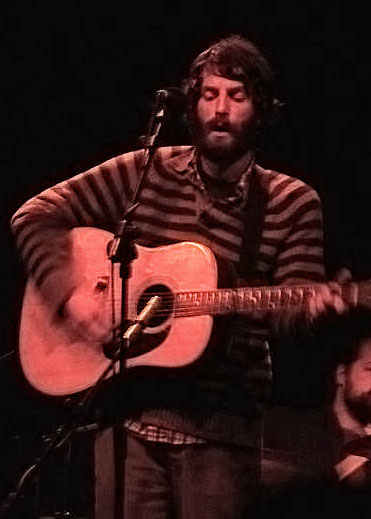
LaMontagne a Dublino, Gennaio 2007

L'album è arrivato al 28 ° posto nella classifica degli album di Billboard 200, vendendo 28 000 copie nella sua prima settimana dall'uscita. Dall'album è stato estratto il singolo "Three More Days". Nel 2006 LaMontagne si è esibito al The Tonight Show, show televisivo della rete americana NBC, allora condotto da Jay Leno.
La canzone "Till the Sun Turns Black" è stata protagonista dello show televisivo ER, e le canzoni "Lesson Learned" e "Within You" sono apparse nel dramma della rete televisiva CW One Tree Hill. La sua canzone "Be Here Now" è stata ascoltata nel trailer del film Away From Her, nel film 27 Dresses, negli show televisivi Bones, Covert Affairs e Brothers & Sisters. LaMontagne si è esibito all'evento di beneficenza Lounge for Life della stazione radiofonica KYSR concerto il 5 ottobre 2006 alla House of Blues di West Hollywood, California. Ha anche messo all'asta una delle sue chitarre su eBay per la sua asta di beneficenza. I fondi raccolti dal concerto e l'asta sono andati alla ricerca sul cancro al seno
Nell'ottobre 2006 LaMontagne si è esibito nel programma britannico Live from Abbey Road, registrato negli Abbey Road Studios di Londra.
Nel 2007, suonando in un locale di Dublino chiamato The Village, LaMontagne conosce il cantautore irlandese Damien Rice. Nello stesso anno i due saranno insieme ospiti nella puntata 211 della trasmissione musicale Taratata sull'emittente francese France 2, proponendo una cover a due voci della canzone "To Love Somebody" dei Bee Gees.
La canzone "Empty" è apparsa in un episodio di Law & Order: Criminal Intent nel 2010 e nel film diretto da Robert Redford The Conspirator. È apparsa anche nel film Detachment di Tony Kaye nel 2011.

### 2008-2009:Gossip in The Grain

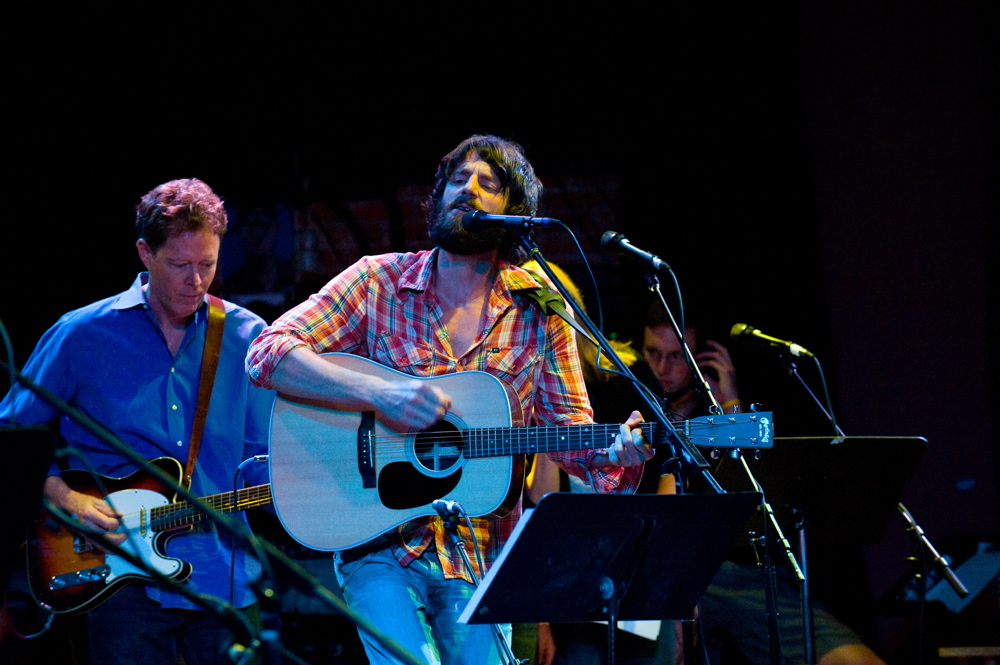
Ray LaMontagne in concerto ad Etown, Boulder, Colorado. 8 Agosto 2008.

"Mi sembrava di aver davvero chiesto molto agli ascoltatori coin il secondo disco. È molto chiedere di sedersi e ascoltare quel disco. Non sarebbe stato giusto farlo di nuovo. Quindi, questa volta mi sentivo come se non volessi che fosse così impegnativo. Volevo che fosse più piacevole, un po' più leggero e più basato sulle singole canzoni senza che una traccia avesse bisogno di legarsi a un'altra."
LaMontagne ha pubblicato il suo terzo album in studio, Gossip in the Grain, su RCA Records nel 2008. Ha debuttato al terzo posto nelle classifiche di Billboard con 60.000 unità vendute. Lavorando nuovamente con il produttore Ethan Johns, l'album comprendeva la partecipazione della tour band di LaMontagne composta da Jennifer Condos al basso, Eric Heywood alla chitarra, ed Ethan Johns alla batteria e come voce ospite la cantautrice Leona Naess.
La canzone "You Are the Best Thing" è stata presentata nel film I Love You, Man e nella serie televisiva One Tree Hill. LaMontagne si è esibito nell'episodio 17 della 34ª stagione di Saturday Night Live nel marzo 2009. Le canzoni "Sarah" e "I Still Care For You" sono apparse nella serie televisiva House. La sua canzone "Let It Be Me" è apparsa nella serie televisiva Parenthood ed è stata inclusa nella colonna sonora di Parenthood nel 2010. È stata anche usata in un episodio intitolato "JJ" della sesta stagione di Criminal Minds e nel settimo episodio della stagione uno dei Fringe intitolato In Which We Meet Mr. Jones.

Nel 2009 LaMontagne è tornato ad esibirsi nello show televisivo Late Night With David Letterman, interpretando il brano "You Are the Best Thing".

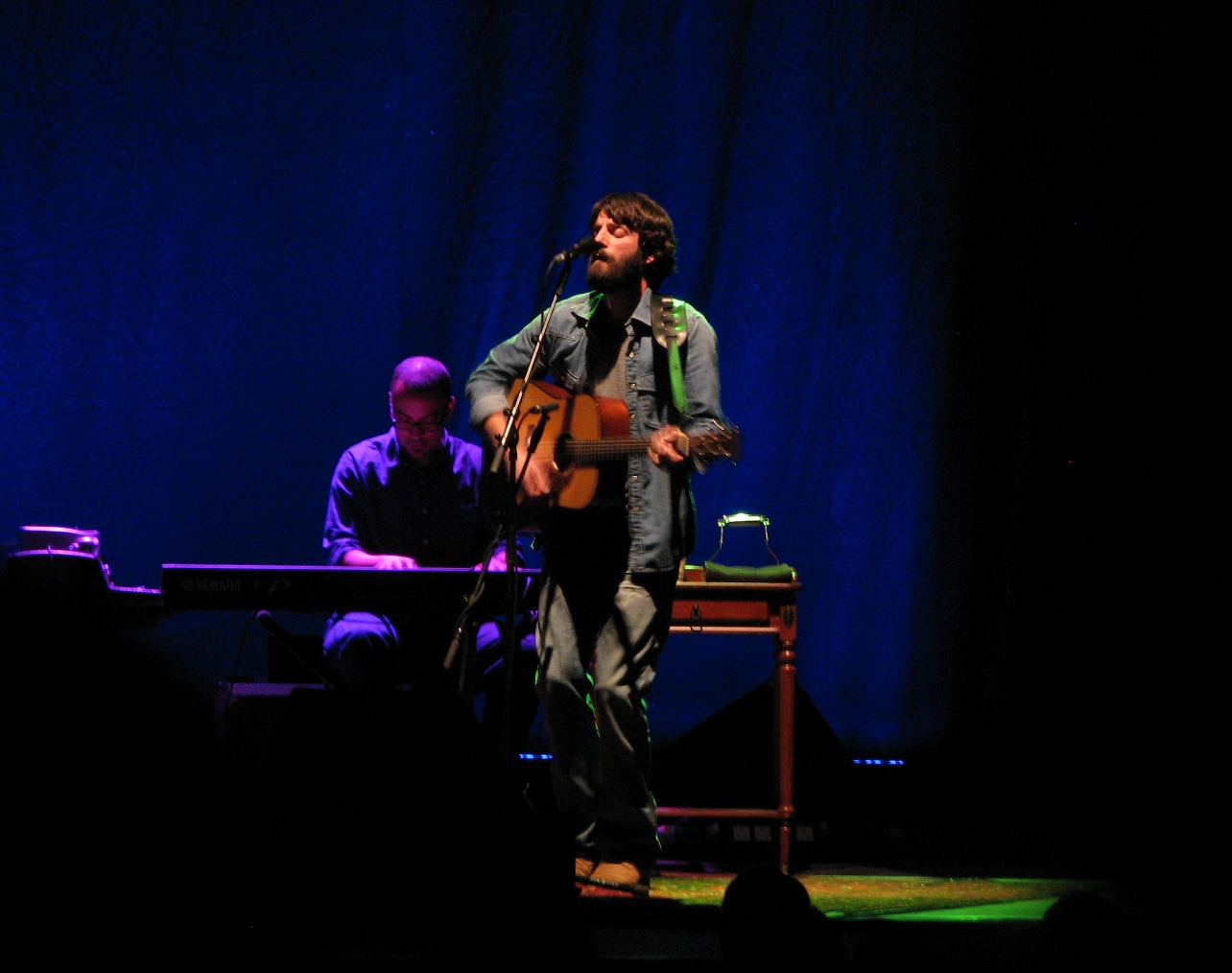
Ray LaMontagne al Sage Gateshead a Gateshead, Inghilterra, il 13 Febbraio 2009.

### 2010-2011:God Willin' & the Creek Don't Rise
"Avevo solo bisogno di un cambiamento e avevo un'idea chiara di ciò che volevo ottenere. Sono davvero orgoglioso di quello che Ethan [Johns] ed io abbiamo fatto, ma mi è piaciuto molto fare un disco in questo modo molto più di quanto mi piacesse farlo in altro modo."
Terminato il felice sodalizio con il produttore britannico Ethan Johns, nel 2010 LaMontagne produce il suo quarto album dal titolo God Willin' & the Creek Don't Rise. La registrazione dell'intero album avviene nell'arco di due settimane nella sua casa rurale del Massachusetts. Insieme a LaMontagne lavorano e co-firmano l'album i Pariah Dogs, un gruppo di musicisti che ha lavorato con Ray per alcuni anni come band di supporto durante i suoi tour: Jennifer Condos al basso, Jay Bellerose alle percussioni, Eric Heywood e Greg Leisz alle chitarre, Patrick Warren alle tastiere e Ryan Freeland alla fisarmonica.

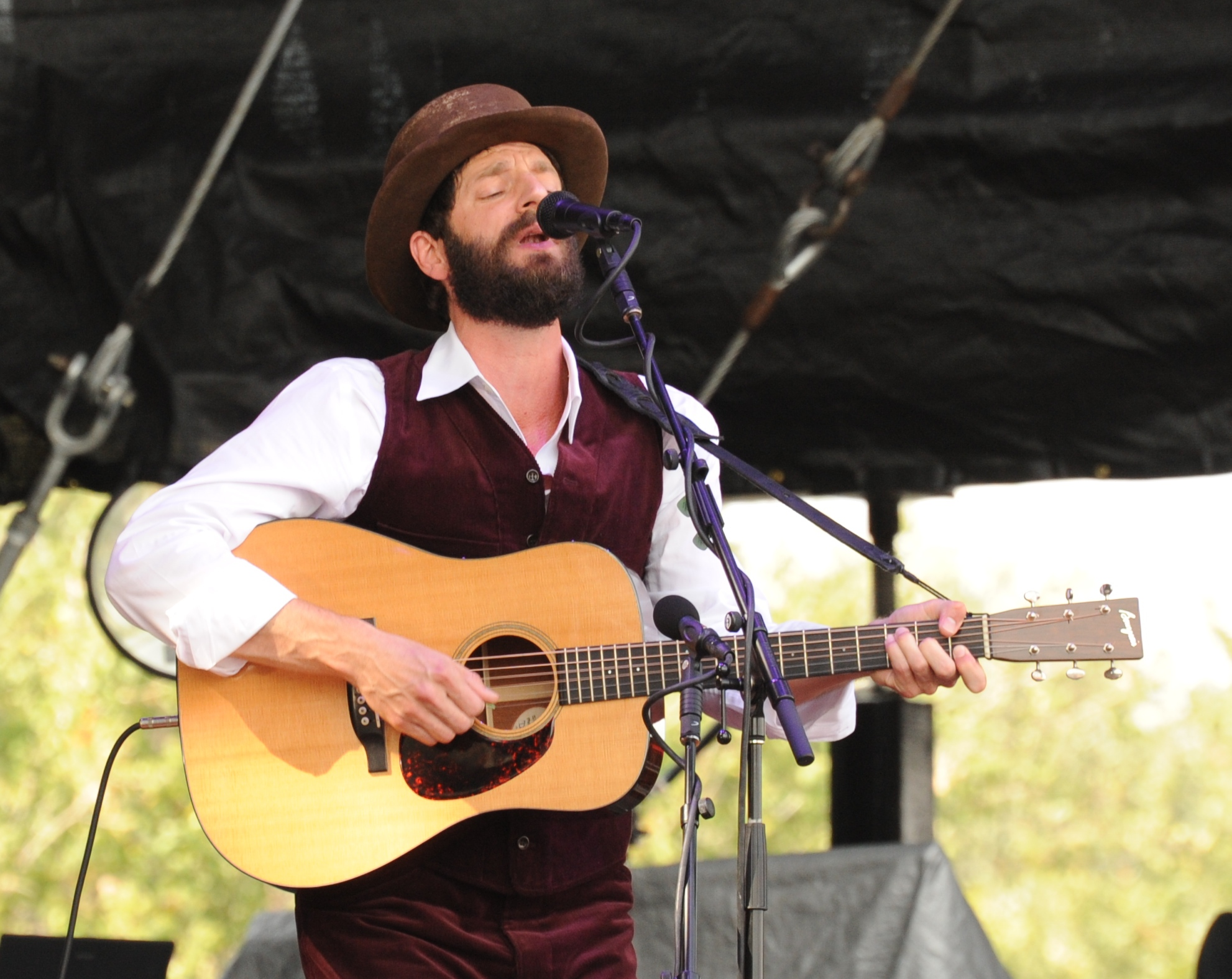
LaMontagne, suonando all'Austin City Limits Music Festival, Texas, 16 settembre 2011.

"Eravamo in una vecchia sala da ballo con finestre alte 14 piedi che davano su campi e colline, quindi registrare non sembrava cosa separata dal mondo esterno, sembrava parte della giornata: fare colazione, poi entrare e iniziare a fare musica. Era davvero liberatorio, ed è meraviglioso sentire quell'apertura."
Il disco esce il 17 Agosto 2010 e a Dicembre dello stesso anno LaMontagne riceve due nominations ai Grammy, una per il brano "Beg Steal or Borrow" come canzone dell'anno e l'altra, che vincerà, come migliore album folk contemporaneo.
Nel 2011 LaMontagne è il protagonista dell'episodio 89 del programma musicale Storytellers, della rete americana VH1.
Nello stesso anno LaMontagne ha cantato un duetto con la cantante irlandese Lisa Hannigan, "O Sleep", brano incluso nel suo album Passenger, candidato al premio Choice Music Award.

### 2014-2015:Supernova
"Quando ascolto quell'album [Supernova], tutto ciò che sento è magico. Sento me stesso che si è completamente fatto da parte, lasciando solo che le canzoni si impongano. Mi dicono quello che vogliono. Le seguo. È il loro gioco."
Arrivato al termine del tour 2010 God Willin' & the Creek Don't Rise insieme alla band Pariah Dogs, LaMontagne sentiva che qualcosa doveva essere cambiato: "Quel tipo di energia negativa si rigira su di te. Comincia a impoverirti più di quanto ti nutre. È estenuante perché ti chiude da qualsiasi energia positiva che viene fuori dal pubblico. Quindi, invece di ricaricarti, ti stai solo esaurendo ogni notte."
Prima di arrivare al tono e alle canzoni scritte per Supernova, LaMontagne lavorò ad un insieme di brani sulla scia del suo materiale precedente. Ma non sembrava la via giusta. "A volte forse senti una canzone che un altro cantautore ha scritto, e ti annoia in modo così totale che [chiedi], 'Sto contribuendo a qualcosa o sto solo guadagnandomi da vivere? L'arte che sto mettendo là fuori serve davvero uno scopo per gli altri? Significa qualcosa per qualcuno?' È difficile dirlo a volte."
Nel 2010 LaMontagne prende parte al quinto episodio della seconda stagione dello show Britannico/Canadese Spectacle: Elvis Costello With..., trasmesso il 13 gennaio sul canale Channel 4 nel Regno Unito, se su CTV in Canada. Lo show consiste in interviste tra Elvis Costello e gli ospiti musicali, intervallate da performance di Costello e gli ospiti, insieme o separatamente.
Durante questa fase di crisi, di esaurimento e depressione, che lo porta a pensare di terminare la sua carriera, è proprio ad Elvis Costello che LaMontagne si rivolge, pensando potesse anch'esso avere trascorso una fase simile nella sua vita. Costello incoraggiò LaMontagne a proseguire: "Avevo colpito un muro e non potevo scrivere o vedere il percorso chiaro per me in modo creativo. È stato davvero d'aiuto sentire che sì, altra gente c'era passata prima."
Questa crisi raddoppiò il tempo che di solito LaMontagne impiegava nella produzione degli album.
"Non è stato fino a quando ho scritto [la canzone] 'Supernova' che ho pensato, "Okay, questo per me è interessante". Per me quella canzone ha quella concisione, ha quella certa consegna vocale che è stata necessaria, un fraseggio che ha catturato la mia attenzione . Poi è successa 'Lavender', e ho davvero pensato che tutto questo potesse portarmi da qualche parte. Le canzoni dettano se stesse."
Identificata la palette sonora dell'album, molto diversa dalla produzioni precedenti, una sorta di commistione tra atmosfere calde da paesaggi californiani e il Brit pop psichedelico anni sessanta e terminata la scrittura dei brani, LaMontagne contattò Dan Auerbach dei The Black Keys per avere qualche suggerimento su un ingegnere musicale, con la sola intenzione di realizzare il disco a casa come fatto per l'album precedente. Da quella domanda nacque la collaborazione che portò LaMontagne a registrare il nuovo album nello studio di Dan Auerbach a Nashville.
Nell'aprile 2014 LaMontagne ha pubblicato il suo quinto album, Supernova.
L'album ha esordito al secondo posto della classifica iTunes a poche ore dall'uscita. L'album ha poi raggiunto il numero uno nella classifica Billboard Top Rock Albums. La title track è stata resa disponibile per il download su iTunes e Google Play Music il 25 febbraio 2014.

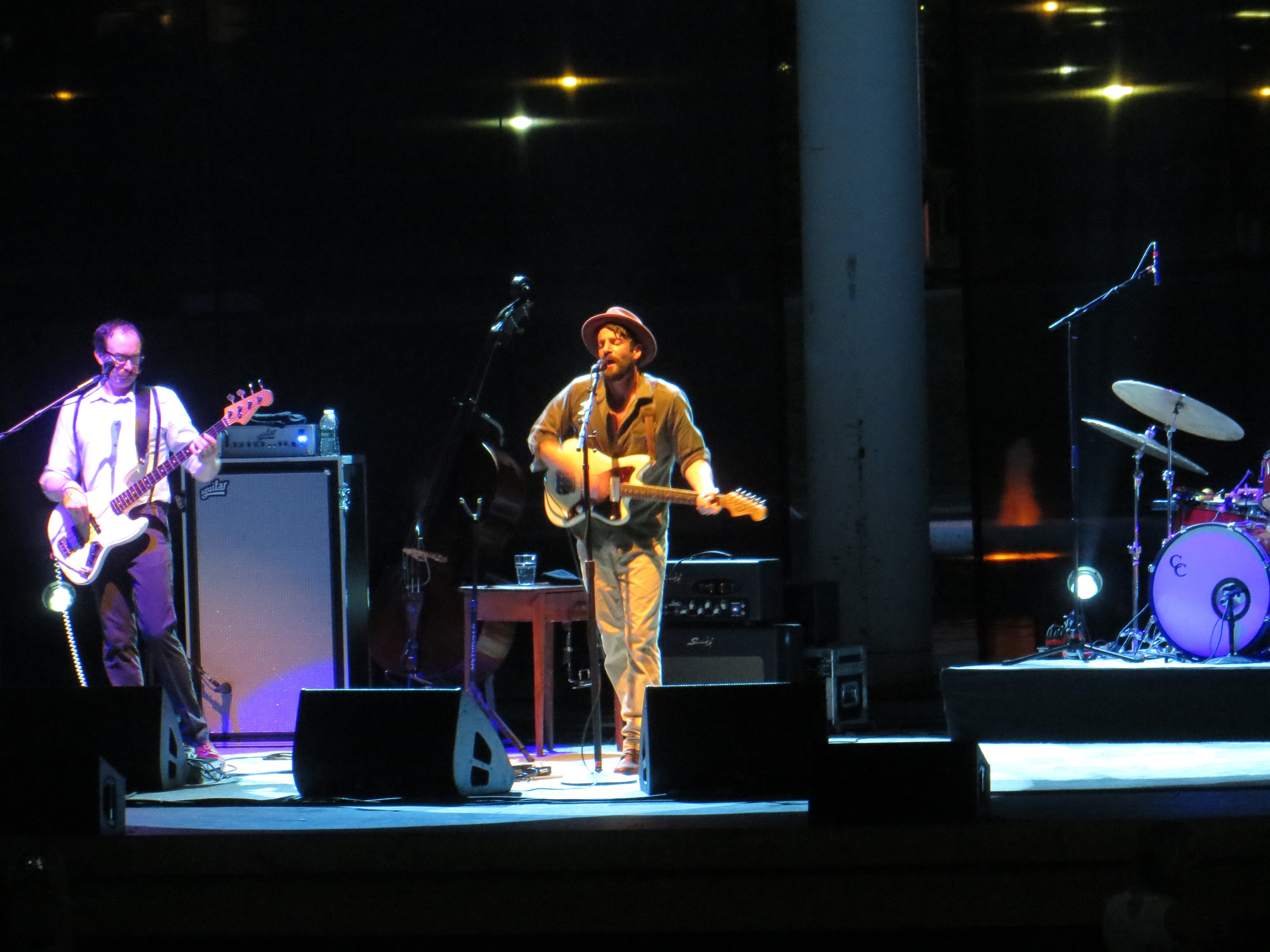
Ray LaMontagne in concerto al Jacobs Pavilion at Nautica a Columbus, Ohio, il 6 giugno 2014.

Supernova ha ottenuto una ricezione generalmente positiva da parte della critica musicale. In Metacritic, che assegna un punteggio "media ponderata" a valutazioni e revisioni indipendenti selezionate, l'album ha otto recensioni e un Metascore di 78, il che significa che ha ricevuto recensioni "generalmente favorevoli". Su Rolling Stone, Will Hermes ha votato l'album tre stelle e mezzo su cinque, affermando, "Prevedibilmente, [Dan] Auerbach [come produttore] aiuta il cantante a tirare fuori i colori vivaci dal riquadro pastello degli anni Sessanta; meno prevedibilmente, lo fa sembrare una progressione perfettamente logica di 'un dieci anni e più di vibrazioni accoglienti' di LaMontagne." Thom Jurek di AllMusic ha valutato l'album tre stelle e mezzo su cinque, scrivendo che "Supernova è sfacciatamente e indulgentemente retrò, un ascolto casuale potrebbe liquidarlo come una semplice nostalgia"; tuttavia, "con l'abbinamento [della] produzione accurata e dettagliata di Auerbach con il songwriting aperto e sapientemente lavorato di LaMontagne e la firma allegra, sensuale, emotivamente sfiancata, quel confine viene distrutto." Al The Guardian, Dave Simpson ha valutato l'album quattro stelle su cinque, sottolineando: "Non c'è niente qui che sia esattamente nuovo, ma assemblando una serie di influenze inaspettate in un luogo beato, LaMontagne ha creato una colonna sonora estiva improbabile e perfetta."
Al A.V. Club, Chris Mincher classificò l'album come un B +, dicendo: "Supernova è un seguito sorprendentemente audace e intraprendente di un artista che avrebbe potuto facilmente cavalcare il resto della sua carriera con il pilota automatico alternativo per adulti."
Nel maggio 2015, il concorrente del programma NBC The Voice, Sawyer Fredericks, ha eseguito "Please", una canzone scritta da LaMontagne all'inizio della sua carriera e inclusa nel suo album autoprodotto Introducing Ray Lamontagne. La canzone divenne immediatamente il singolo numero due nella classifica di iTunes, e Fredericks fu dichiarato vincitore della competizione nello stesso mese.
Il 9 ottobre 2014 LaMontagne ha parlato e suonato al Grammy Museum a Los Angeles.
Nel 2020 in una conversazione insieme a David Fricke durante lo show The Writer's Block per Sirius Xm Radio in concomitanza dell'uscita dell'album Monovision, Ray riflette sulla collaborazione per Supernova con Dan Auerbach come produttore: "Non mi sono divertito molto in studio con Dan, c'era poca comunicazione."

### 2016-2018: Ouroboros
"Avevo appena terminato la tournée per Supernova. È stato un tour difficile. I fan della mia musica erano stati presi alla sprovvista da questo lato di me per qualche motivo. L'intensità della reazione era qualcosa che non mi aspettavo. Era strano."
Ritornato a casa dopo la fine del tour, LaMontagne si diede un paio di settimane per decomprimere ma immediatamente ricominciò a scrivere. Del suo processo creativo dice: "Quando scrivo passo ogni giorno nel mio studio: inizio alle sette del mattino e non finisco fino alle dieci e mezza di sera. Mi rendo disponibile. Non ho in mente nulla di intenzionale. Il più delle volte, sono solo seduto lì in silenzio, ascoltando tutti i frammenti che si palesano, queste melodie che arrivano a me. Probabilmente ero stato in quello stato per circa un mese o giù di lì e questi pezzetti di melodie venivano giù, i testi venivano giù e poi ebbi un sonno molto intenso e difficile. Ho fatto sogni molto, molto vividi."
LaMontagne registrò da solo una demo dell'intero album nello studio della sua casa, suonando tutte le chitarre e cantando tutte le armonie, così da avere una mappa generale ben definita da cui partire. Portò la demo a Jim James il quale ne fu così colpito da suggerirgli di non modificarlo e pubblicarlo tale e quale com'era. Ma LaMontagne era dell'idea di registrarlo utilizzando microfoni migliori e suonarlo insieme a buoni musicisti. Così la demo fu distribuita ai musicisti per familiarizzare con i brani e poi si ritrovarono in studio a suonare il tutto insieme. "La demo era solo una tabella di marcia che ha aiutato i musicisti ad imparare gli accordi e i cambiamenti. Poi i musicisti si sono seduti e l'hanno suonato, portando la loro personalità e il loro gusto, e il tutto è semplicemente sbocciato in qualcosa di più grande ... speriamo."
Nel marzo 2016 viene pubblicato il sesto album in studio di LaMontagne, Ouroboros, prodotto da Jim James dei My Morning Jacket. L'album venne registrato nel leggendario studio La La Land in Louisville, Kentucky. "Era un'atmosfera così generosa, gentile, creativa, giocosa. É stata la migliore esperienza che abbia mai avuto in studio."
Il suo titolo enigmatico, Ouroboros, in italiano uroboro, è tratto da un antico simbolo di un serpente che si mangia la coda.
"Questo album è stato scritto come un pezzo unico, con il vinile inteso come la sua tela. È così che penso. Quando penso alla musica e ad un album, penso sempre al vinile: 20-23 minuti per lato, a meno che tu non lo spinga davvero. Ed è semplicemente perfetto."

## Discografia

### Studio
- 2004 Trouble
- 2006 Till the Sun Turns Black
- 2008 Gossip in the Grain
- 2010 God Willin' & the Creek Don't Rise
- 2014 Supernova
- 2016 Ouroboros
- 2018 Part of the Light
- 2020 Monovision
- 2024 Long Way Home

### Raccolte
- 2001 Acre of Land

### Auto prodotti
- 2002 One Lonesome Saddle
- 2003 Introducing Ray LaMontagne

### Live
- 2005 Live from Bonnaroo 2005
- 2010 Live - Fall 2010
- 2010 Live - Spring 2010